# Reizō Koike

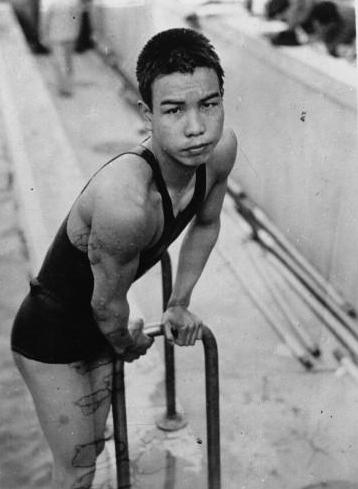
Reizō Koike (1932)

Reizō Koike (japanisch 小池禮三; geboren am 12. Dezember 1915 in Numazu; gestorben am 3. August 1998) war ein japanischer Schwimmer, der je eine olympische Silber- und Bronzemedaille gewann.

## Leben und Wirken
Reizō Koike war einer von drei Japanern, die bei den Olympischen Spielen 1932 in Los Angeles das Finale im 200-Meter-Brustschwimmen erreichten, wobei er in Vorlauf und Halbfinale jeweils einen olympischen Rekord aufgestellt hatte. Im Finale siegte sein Landsmann Tsuruta Yoshiyuki und Koike gewann mit einer Sekunde Rückstand die Silbermedaille. Der dritte Japaner Shigeo Nakagawa schwamm auf den sechsten Platz.
In den folgenden Jahren gewann Reizō Koike insgesamt neun japanische Meistertitel über 100 und über 200 Meter Brust. 1934 erhielt er eine Silbermedaille bei den Far Eastern Championship Games. 1936 bei den Olympischen Spielen 1936 in Berlin erreichten wieder drei japanische Schwimmer das Finale im 200-Meter-Brustschwimmen, Reizō Koike schwamm im Halbfinale die drittbeste Zeit. Im Finale siegte Hamuro Tetsuo vor dem Deutschen Erwin Sietas. Koike erhielt die Bronzemedaille und Saburō Itō erreichte den fünften Platz.
Reizō Koike absolvierte ein Studium an der Keiō-Universität. Nach dem Zweiten Weltkrieg war er als japanischer Nationaltrainer tätig, später war er Vorsitzender des japanischen Schwimmverbands. 1996 wurde er in die International Swimming Hall of Fame aufgenommen.